# Sally Shipard
Sally Jean Shipard (* 20. Oktober 1987 in Tumut) ist eine ehemalige australische Fußballspielerin.

## Karriere

### Verein
Shipard wuchs in Wagga Wagga in New South Wales auf und begann dort im Alter von fünf Jahren bei ihrem Heimatverein Wagga PCYC mit dem Fußballspielen. 2009 bis 2011 spielte die Mittelfeldspielerin in der australischen W-League für Canberra United und kam 2009 und 2010 mit ihrem Team jeweils unter die besten Vier. 2011 sicherte sich die Mannschaft mit einem 3:2-Finalsieg gegen Brisbane Roar schließlich den Meistertitel.
Anfang 2012 unterschrieb sie einen Halbjahresvertrag bei Bayer 04 Leverkusen in der Bundesliga, wo sie am 26. Februar 2012 im Auswärtsspiel gegen Turbine Potsdam ihr Debüt feierte und in allen verbleibenden zehn Saisonspielen über die komplette Spieldauer zum Einsatz kam. Nach dem Ende der Bundesligasaison kehrte Shipard nach Canberra zurück und gab nach im April 2014 aufgrund anhaltender Verletzungsprobleme ihr Karriereende bekannt.

### Nationalmannschaft
Shipard gehörte von 2004 bis 2006 zur australischen U-20-Nationalmannschaft und nahm mit ihr 2004 an der U-19-Weltmeisterschaft in Thailand und 2006 als Spielführerin an der U-20-Weltmeisterschaft in Russland teil.
2004 debütierte sie in der australischen Nationalmannschaft und absolvierte bis Mitte 2011 in 57 Partien, wobei sie vier Tore erzielte. Bei den Olympischen Sommerspielen in Athen stand sie in allen vier Partien auf dem Feld und gehörte auch bei der Weltmeisterschaft 2007 in China zum australischen Kader. 2010 qualifizierte sie sich mit der Mannschaft durch den Gewinn der Asienmeisterschaft für die Weltmeisterschaft 2011 in Deutschland. Dort erreichten die Australierinnen wie schon 2007 das Achtelfinale, das sie allerdings gegen Schweden verloren.

## Erfolge
- W-League-Meister 2011/12 mit Canberra United
- Asienmeister 2010 mit Australien

## Auszeichnungen
- Fußballerin des Jahres 2011 in Australien[4]